# Aphanicercella flabellata
Aphanicercella flabellata är en bäcksländeart som beskrevs av Stevens och Mike D. Picker 1999. Aphanicercella flabellata ingår i släktet Aphanicercella och familjen Notonemouridae. Inga underarter finns listade i Catalogue of Life.